# Kanton Duderstadt
Der Kanton Duderstadt war eine Verwaltungseinheit im Distrikt Duderstadt des Departements des Harzes im napoleonischen Königreich Westphalen. Hauptort des Kantons und Sitz des Friedensgerichtes war Duderstadt im heutigen niedersächsischen Landkreis Göttingen. Das Gebiet des Kantons umfasste neun Orte im heutigen Land Niedersachsen (Untereichsfeld) und drei Orte im Freistaat Thüringen.
Zum Kanton gehörten die Ortschaften:

- Duderstadt mit Herbigshagen und Rothe Warte[1]
- Breitenberg mit Hübenthal[2]
- Brehme
- Ecklingerode
- Gerblingerode
- Hilkerode
- Immingerode
- Mingerode
- Obernfeld
- Tiftlingerode
- Wehnde mit Wildungen
- Westerode